# Atriplex obscurum
Atriplex obscurum är en amarantväxtart som beskrevs av Paul Aellen. Atriplex obscurum ingår i släktet fetmållor, och familjen amarantväxter. Inga underarter finns listade i Catalogue of Life.